# Neukirchen beim Heiligen Blut
Neukirchen là một đô thị ở huyện Cham bang Bayern nước Đức. Đô thị Neukirchen beim Heiligen Blut có diện tích 59,88 km², dân số thời điểm ngày 31 tháng 12 năm 2006 là 3949 người.